# Guido Bernardi
Guido Bernardi (* 21. September 1921 in Pontenure; † 22. Januar 2002 ebenda) war ein italienischer Radrennfahrer.

## Sportliche Laufbahn
Bernardi war Teilnehmer der Olympischen Sommerspiele 1948 in London und gewann mit dem italienischen Vierer die Silbermedaille in der Mannschaftsverfolgung gemeinsam mit Arnaldo Benfenati, Anselmo Citterio und Rino Pucci. 1949 siegte er in der Coppa San Geo, einem der traditionsreichsten Eintagesrennen in Italien für Amateure, sowie in der Trofeo Banfon. Von 1950 bis 1952 war er als Berufsfahrer aktiv, allerdings ohne nennenswerte Erfolge.